# Austin Aztex II
El Austin Aztex II fue un equipo de fútbol de los Estados Unidos que alguna vez estuvo en la USL Premier Development League, la cuarta liga de fútbol en importancia en el país.

## Historia
Fue fundado en el año 2007 en la ciudad de Round Rock, Texas como un equipo filial del Austin Astex, equipo que jugaba en la USL First Division. Se unieron a la USL Premier Development League como un equipo de expansión para la temporada 2008 y su primer partido oficial lo jugaron el 3 de mayo del 2008 ante El Paso Patriots y terminó 0-0; y su primer triunfo fue en la jornada siguiente 2-0 ante el Houston Leones.
En esa temporada clasificaron a la US Open Cup por primera vez, pero fueron eliminados en la primera ronda por el equipo de la USL First Division Atlanta Silverbacks 4-5 en penales luego de empatar 2-2 en los 90 minutos. En la temporada lograron ganar el título divisional y clasificando a los playoffs, en los que fue eliminado en la final de conferencia ante el Laredo Heat 1-3.
En la temporada 2009 lograron clasificar a los playoffs, pero no pudieron retener el título divisional, y en los playoffs fueron eliminados en la semifinal divisional ante el Laredo Heat, siendo esta la última temporada del equipo debido a que los dueños decidieron que ya no había recursos para mantener al club.

## Palmarés
- USL PDL Mid South Division: 1

2008

## Temporadas
| Año  | División | Liga    | Temporada Regular | Playoffs             | US Open Cup  |
| ---- | -------- | ------- | ----------------- | -------------------- | ------------ |
| 2008 | 4        | USL PDL | 1º, Mid South     | Final de Conferencia | 1.ª Ronda    |
| 2009 | 4        | USL PDL | 3º, Mid South     | Semifinal Divisional | No clasificó |

## Clubes Afiliados
- Stoke City FC[1]

## Estadios
- Dragon Stadium; Round Rock, Texas (2008–2009)
- Betty Lou Mays Soccer Field; Waco, Texas 1 juego (2009)
- Bastrop High School Sports Field; Bastrop, Texas 1 juego (2009)
- Bobcat Soccer Complex; San Marcos, Texas 1 juego (2009)

## Entrenadores
- Wolfgang Suhnholz (2008–2009)